# Liste der Naturdenkmale in Schwaikheim
| Naturdenkmale | Anzahl |
| ------------- | ------ |
| FND           | 5      |
| END           | 1      |
| Gesamt        | 6      |

Die Liste der Naturdenkmale in Schwaikheim nennt die verordneten Naturdenkmale (ND) der im baden-württembergischen Rems-Murr-Kreis liegenden Gemeinde Schwaikheim. In Schwaikheim gibt es insgesamt sechs als Naturdenkmal geschützte Objekte, davon fünf flächenhafte Naturdenkmale (FND) und ein Einzelgebilde-Naturdenkmal (END).
Stand: 29. Oktober 2016.

## Flächenhafte Naturdenkmale (FND)
| Name                        | Bild | Kennung     | Einzelheiten | Position | Fläche Hektar | Datum         |
| --------------------------- | ---- | ----------- | ------------ | -------- | ------------- | ------------- |
| Gehölzbestandener Hohlweg   |      | 81190680003 | Schwaikheim  | ⊙        | 0,2           | 23. Aug. 1979 |
| Gehölzbestandener Hohlweg   |      | 81190680006 | Schwaikheim  | ⊙        | 0,3           | 13. Nov. 1992 |
| Kleiner Teich               |      | 81190680004 | Schwaikheim  | ⊙        | 0,6           | 13. Nov. 1992 |
| Teufelsbrunnen              |      | 81190680001 | Schwaikheim  | ⊙        | 3,8           | 31. Dez. 1986 |
| Wiesenhang im Zipfelbachtal |      | 81190680005 | Schwaikheim  | ⊙        | 0,2           | 13. Nov. 1992 |
| Legende für Naturdenkmal    |      |             |              |          |               |               |

## Einzelgebilde (END)
| Name                     | Bild | Kennung     | Einzelheiten | Position | Fläche Hektar | Datum         |
| ------------------------ | ---- | ----------- | ------------ | -------- | ------------- | ------------- |
| Erbach-Linde             |      | 81190680002 | Schwaikheim  | ⊙        | 0,0           | 13. Nov. 1992 |
| Legende für Naturdenkmal |      |             |              |          |               |               |